# توماش اشتوکینگر
توماش اشتوکینگر (لهستانی: Tomasz Stockinger؛ زادهٔ ۲۳ فوریه ۱۹۵۵) مجری تلویزیون و بازیگر آلمانی‌تبار اهل لهستان است.
از فیلم‌ها یا مجموعه‌های تلویزیونی که وی در آن‌ها نقش داشته است، می‌توان به صفر-هفت، به‌گوشم، ناپلئون، طایفه، هتل ۵۲، دستورالعمل زندگی، دوران افتخار، ۳۶۵ روز، شامانکا، سنگ، اسکادران، پزشک قلابی و شکنجه اشاره نمود.